# 孫枝芳
孫枝芳（1583年—？年），字恩紹，號姚山，直隸蘇州府吳江縣人，明朝政治人物。

## 生平
萬曆三十四年（1606年）丙午科應天府鄉試第一百二十名舉人，萬曆三十八年（1610年）庚戌科會試三十八名，第二甲第四十名進士。兵部觀政，四十年授山東膠州知州，四十三年調繁曹州，四十四年陞工部營繕司員外。升郎中，四十七年十二月升官浙江金華府知府。天启三年任浙江按察司副使分巡金衢兵备，五年任浙江布政使司右参政，六年任浙江按察使，七年任浙江右布政使。

## 家族
曾祖孫鴻，祖父孫世瞻，號南衡，贡士；父孫啓源，字開之，號玄峰，儒官；母張氏。永感下。弟孫枝英（儒士）。